# 罗布松·达席尔瓦
罗布松·达席尔瓦（葡萄牙語：Robson da Silva，1964年9月4日—），巴西男子田径运动员，主攻短跑。他曾代表巴西参加1984年、1988年、1992年和1996年夏季奥林匹克运动会田径比赛，获得二枚铜牌。